# Club Athlétique Brive Corrèze Limousin
O Club athlétique Brive Corrèze Limousin é um clube profissional de rugby da cidade de Brive-la-Gaillarde na França fundado em 1910.
CABCL (Club Athlétique Brive Corrèze Limousin) compete na liga Top 14 (principal liga francesa de rugby). O clube foi campeão europeu em 1997, mas nunca foi campeão da França, apesar de chegar a 4 finais.

## Títulos
- Copa Heineken - (1) 1996-97